# 和田川 (庄川水系)
和田川（わだがわ）は、富山県を流れる庄川水系の河川である。

## 地理
富山県砺波市の南東の富山市との境界付近に源を発する。和田川ダムを経て、射水市大島北野で庄川に合流する。流域では発電など様々な事業が展開している。

## 流域の自治体
富山県
富山市、砺波市、高岡市、射水市

## 河川施設
上流に重力式コンクリートダムの和田川ダムがある。和田川ダムは1967年に完成した。
また、射水平野乾田化計画によって田に水が引けなくなる恐れがあったため、用水用に十一ヶ用水堰が作られた。